# Морозово (Верховазький район)
Моро́зово (рос. Морозово) — село у складі Верховазького району Вологодської області, Росія. Адміністративний центр Морозовського сільського поселення.

## Населення
Населення — 137 осіб (2010; 158 у 2002).
Національний склад (станом на 2002 рік):
- росіяни — 99 %